# Unterschiede zwischen den serbokroatischen Standardvarietäten

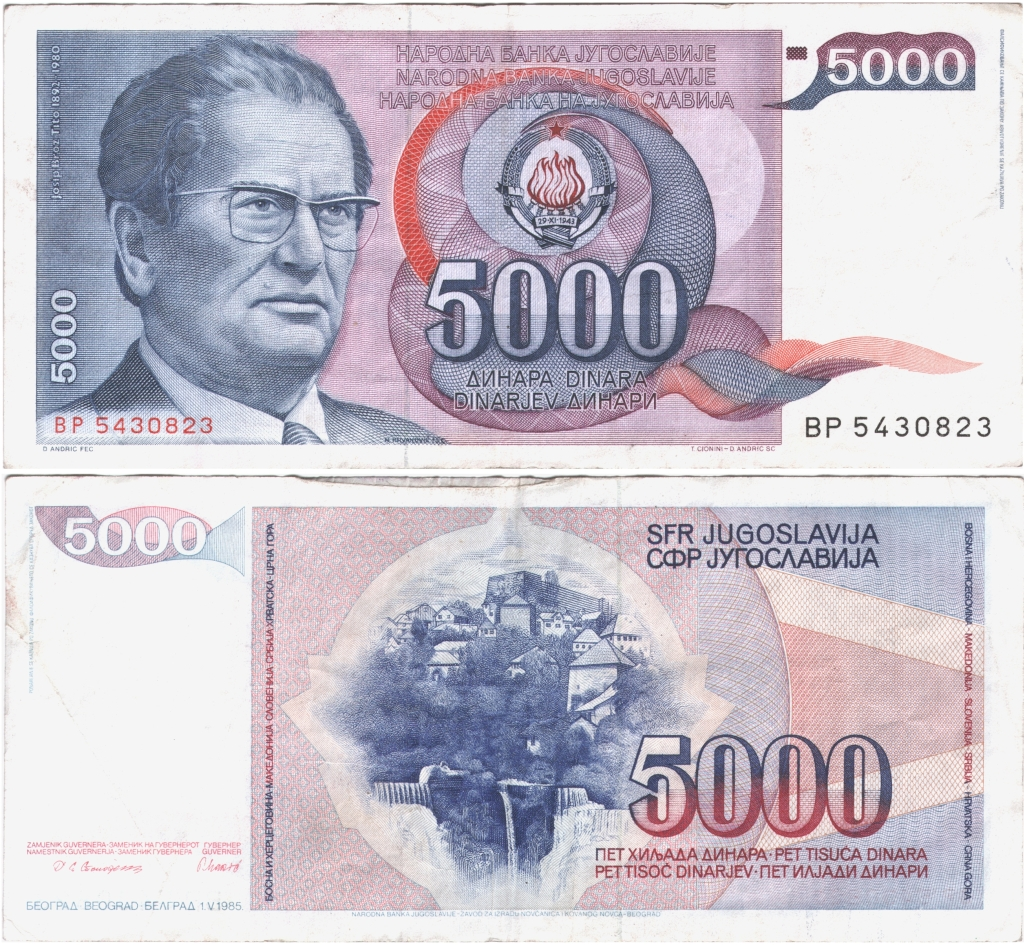
Banknote des Jugoslawischen Dinar von 1985: Bezeichnung des Zahlwortes „Tausend“ in serbischer und kroatischer Variante

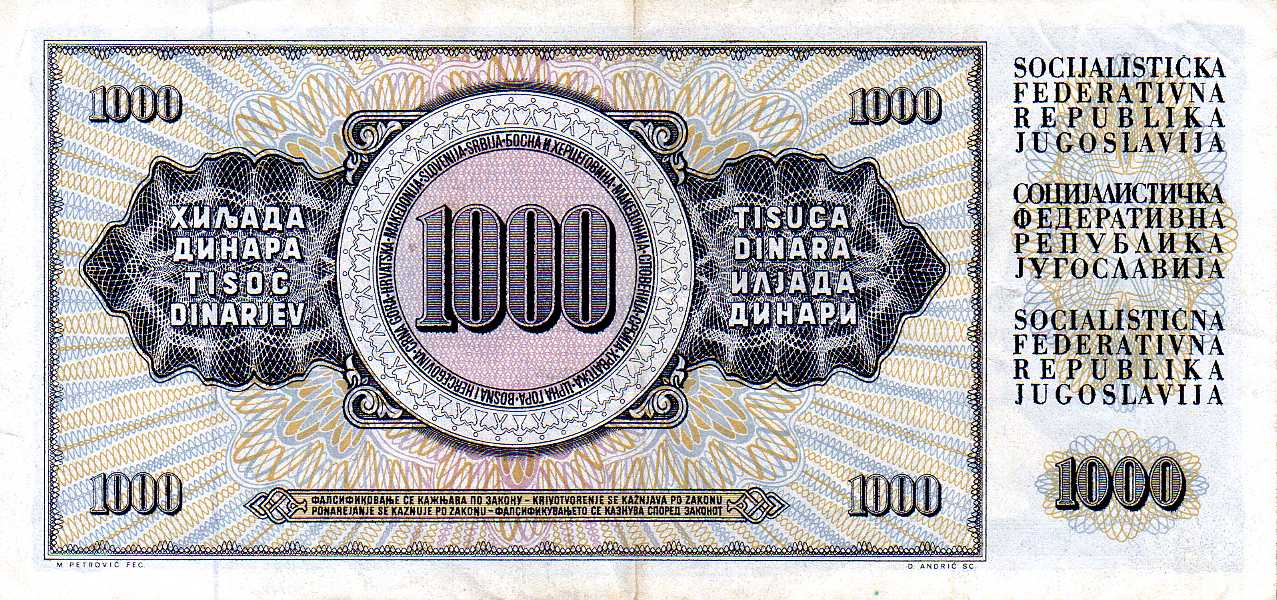
Banknote des Jugoslawischen Dinar von 1981: Unterschiedliche Formulierung des Satzes „Geldfälschen wird dem Gesetz entsprechend bestraft“ in serbischer, kroatischer, slowenischer und mazedonischer Sprache

Dieser Artikel stellt eine linguistische Beschreibung der Unterschiede zwischen den serbokroatischen Standardvarietäten (Bosnisch, Kroatisch, Montenegrinisch, Serbisch) dar, wie sie heute als Amtssprachen in Bosnien und Herzegowina, Kroatien, Montenegro und Serbien gebräuchlich sind.
Der Umstand, dass Bosnisch, Kroatisch und Serbisch in den jeweiligen Verfassungen als Amtssprachen festgelegt sind und Kodifizierungsmaßnahmen einen jeweils bosnischen, kroatischen, serbischen oder montenegrinischen Standard festlegen, sagt nichts über den linguistischen Status dieser Standardvarietäten aus.
Inhaltlich gibt es hier verschiedenste Zugänge und Meinungen, die entweder von Einzelsprachen oder von Standardvarietäten einer plurizentrischen Sprache ausgehen (siehe auch: Deklaration zur gemeinsamen Sprache). Im letzteren Fall wird entweder Bosnisch/Kroatisch/Serbisch (BKS), Serbisch und Kroatisch oder Serbokroatisch als Oberbegriff benutzt, vor allem bei Bezeichnungen für Studienrichtungen oder Universitätsinstitute. Da der Ausdruck Serbokroatisch sich früher auf eine der Amtssprachen im ehemaligen Jugoslawien bezog, wird er im offiziellen Sprachgebrauch heute nicht mehr verwendet. Manche Sprecher bezeichnen ihre Sprache jedoch nach wie vor als Serbokroatisch oder Kroatoserbisch (ebenso wie umgekehrt das ganze 20. Jahrhundert hindurch auch Kroatisch und Serbisch als kürzere, umgangssprachliche Sprachbezeichnungen üblich gewesen sind).
Das Serbische verfügt seinerseits über drei Standardvarietäten, die sich in einigen Punkten voneinander unterscheiden: diejenige der Republik Serbien, diejenige Montenegros und diejenige der Serben Bosnien-Herzegowinas und Kroatiens. Das Montenegrinische besitzt bisher keine allgemein anerkannte kodifizierte Norm, so dass unklar ist, inwieweit seine künftigen Sprachnormen denjenigen der bisherigen serbokroatischen bzw. serbischen Standardvarietät Montenegros entsprechen oder größere Abweichungen von diesen enthalten werden. Im Folgenden werden vor allem Unterschiede zwischen Bosnisch, Kroatisch und Serbisch behandelt; wo nichts anderes gesagt ist, verhalten sich Sprecher des Serbischen in Montenegro sowie Bosnien und Herzegowina in der Regel ebenso wie diejenigen in Serbien.

## Geschichte
Der Artikel Serbokroatische Sprache vermittelt eine detaillierte Gesamtdarstellung der Entwicklung der hier behandelten Sprachen (vor allem im 19. und 20. Jahrhundert). Für die neueren (bzw. auch früheren) Einzelentwicklungen siehe auch die Artikel Bosnische Sprache, Kroatische Sprache, Montenegrinische Sprache und Serbische Sprache

## Phonologie
Alle drei Sprachen verwenden dasselbe Phoneminventar. Einige Wörter unterscheiden sich jedoch in ihrer lautlichen Form. Da die Orthographie strikt phonologischen Grundsätzen folgt, werden diese Unterschiede auch in der Schrift wiedergegeben, so dass sie recht leicht ins Auge fallen. Im Falle des auffälligsten Unterschiedes, desjenigen zwischen ijekavisch und ekavisch (der unterschiedlichen Reflexion des urslawischen Lautes Jat), verläuft die Grenze jedoch nicht wie in anderen Fällen zwischen den drei nationalen Varietäten, sondern innerhalb des Serbischen, da auch in Montenegro und von der Mehrheit der Serben in Kroatien und Bosnien und Herzegowina die ijekavischen Formen verwendet werden:
| Standardvarietät                             | Typ        | langes Jat: *rěka ‘Fluss’ | kurzes Jat: *viděti ‘sehen’ | Jat vor o: *vidělъ ‘sah’ |
| Bosnisch                                     | ijekavisch | rijeka                    | vidjeti                     | vidio                    |
| Kroatisch                                    | ijekavisch | rijeka                    | vidjeti                     | vidio                    |
| Montenegrinisch                              | ijekavisch | rijeka                    | vidjeti                     | vidio                    |
| Serbisch in Bosnien, Kroatien und Montenegro | ijekavisch | rijeka                    | vidjeti                     | vidio                    |
| Serbisch in Serbien                          | ekavisch   | reka                      | videti                      | video                    |

Ein nur in wenigen Wörtern reflektierter phonologischer Unterschied betrifft den Laut [x] (orthographisch <h>), der in vielen serbokroatischen Dialekten komplett geschwunden oder durch andere Laute ersetzt ist. In der Position nach [u] wird dieses Phänomen bei einigen Wörtern im serbischen Standard als [ʋ] (orthographisch <v>) reflektiert, so dass es im Standardserbischen zum Beispiel meist suv ‘trocken’, duvan ‘Tabak’ heißt (aber kroat., mont. und bosn. suh, duhan). Im bosnischen Standard wird – mit Verweis auf den Stellenwert dieses Lautes im Arabischen und Türkischen – [x] sogar in Wörtern restituiert, in denen es in fast sämtlichen Dialekten geschwunden ist, z. B. lahko ‘leicht’ (aber kroat., mont. und serb. lako; in diesem Sinne ist auch die bosnische Entscheidung für die Variante kahva ‘Kaffee’ zu verstehen, vgl. kroat. kava, serb. und mont. kafa). In den allermeisten Wörtern, in denen etymologisches h in vielen Dialekten entfällt (z. B. oću statt hoću ‘ich werde’, rast statt hrast ‘Eiche’ oder maati statt mahati ‘winken’) ist das h jedoch auch im Serbischen kodifiziert.

## Schrift

### Alphabet
Das Kroatische wird nur in lateinischer Schrift geschrieben.
Im Serbischen (sowie im Montenegrinischen) sind die kyrillische und die lateinische Schrift parallel im Gebrauch, wobei in manchen Gebieten die kyrillische, in anderen die lateinische bevorzugt wird. In ganz Serbien und ganz Montenegro sowie in Bosnien werden aber in der Schule beide Alphabete unterrichtet, und jeder Serbe und Montenegriner liest beide Schriften gleich fließend. Auch aktiv verwenden viele Sprecher beide Schriften abwechselnd. Für den amtlichen Gebrauch allerdings sieht die serbische Verfassung heute ausschließlich das kyrillische Alphabet vor. Die montenegrinische Verfassung sieht die Verwendung des lateinischen Alphabets vor.
Das Bosnische wird heutzutage fast ausschließlich lateinisch geschrieben, seit dem Zerfall Jugoslawiens nur mehr sehr selten kyrillisch, wobei aber jede Form staatlicher Dokumente in beiden Alphabeten geschrieben werden.
Die lateinische und kyrillische Version des Serbokroatischen sind wechselseitig eins zu eins ineinander transliterierbar, wobei den kyrillischen Buchstaben Љ/љ, Њ/њ und Џ/џ die lateinischen Buchstabenkombinationen Ǉ/ǈ/ǉ, Ǌ/ǋ/ǌ und Ǆ/ǅ/ǆ entsprechen. Auf diese Weise lässt sich ein und dieselbe Orthographie auf zwei verschiedene Schriften anwenden.
In früheren Jahrhunderten war die kyrillische Schrift auch bei Katholiken sehr verbreitet (z. B. in Dubrovnik sowie die von Franziskanern entwickelte so genannte Bosančica in Dalmatien und Bosnien). Außerdem existierte eine spezielle kroatische Form der glagolitischen Schrift, die bis ins frühe 20. Jahrhundert hinein im religiösen Schrifttum Istriens und Dalmatiens noch im Gebrauch war. Die bosnischen Muslime benutzten ebenso lang auch noch die arabische Schrift in einer ans Bosnische adaptierten Form.
Das kroatische, bosnische und serbische Alphabet haben 30 Buchstaben. Das montenegrinische Alphabet besitzt 32.

### Orthographie
Auf der Ebene der Orthographie gibt es drei Gruppen von Unterschieden, die sich allesamt so zusammenfassen lassen, dass die serbische Orthographie – getreu der von Vuk Karadžić aufgestellten Regel „Schreib, wie du sprichst“ („Piši kao što govoriš“) – „phonetischer“ ist, während insbesondere in der kroatischen Rechtschreibung die morphologische Zusammensetzung von Wörtern ein größeres Gewicht einnimmt.

#### Schreibung phonologischer Assimilation
Auch jeweils innerhalb der behandelten Standardvarietäten nicht einheitlich geregelt ist die Schreibung von Wörtern, deren Morpheme aufgrund vollständiger Assimilation miteinander verschmelzen. Beispielsweise fällt in den meisten Formen des Wortes mladac [ˈmlaːdats] ‘Jüngling’ das zweite a aus, so dass auch das d nicht mehr zu hören ist – der Nominativ Plural lautet also [ˈmlaːtsi]. Als Schreibweise dieser Form wird in verschiedenen Orthographien entweder morphemtreues mladci oder mit Schreibung der Stimmhaftigkeitsassimilation mlatci oder völlig phonemtreu mlaci kodifiziert. Dabei tendiert die kroatische Schreibpraxis in solchen Fällen eher zu mladci, die serbische eher zu mlaci.

#### Getrennt- und Zusammenschreibung
Einen klareren Unterschied gibt es bei der Schreibung des Futurs, wie am folgenden Beispielsatz deutlich wird:
| Kroatisch      | Bosnisch       | Serbisch                  | Montenegrinisch | Deutsch                     |
| -------------- | -------------- | ------------------------- | --------------- | --------------------------- |
| Napisat ću to. | Napisat ću to. | Napisaću to/Написаћу то . | Napisaću to.    | Ich werde das aufschreiben. |
| Bit će.        | Bit će.        | Biće/Биће .               | Biće.           | Er/sie/es wird sein.        |

Auch hier wird wieder ähnlich wie bei dem oben angeführten Beispiel mladci/mlaci deutlich, dass die serbische Orthographie „phonetischer“ ist, denn die Aussprache dieser Futurformen ist in allen Standardvarietäten einheitlich [naˈpiːsatɕu] bzw. [ˈbitɕɛ].

#### Adaption von fremdsprachlichen Eigennamen
Das lateinische Alphabet enthält die Buchstaben q, w, x und y, die zur Darstellung serbokroatischer Wörter nicht benötigt werden, aber zur Schreibung von Fremdwörtern benutzt werden können. Fremdwörter, die diese Buchstaben enthalten, können in kyrillischer Schrift nicht originalgetreu wiedergegeben werden. Aber auch bei anderen Fremdwörtern ist die Übernahme fremder Laut-Buchstaben-Zuordnungen undenkbar. So wird etwa Shakespeare in keiner kyrillisch geschriebenen Sprache der Welt als Схакеспеаре transliteriert, sondern z. B. im Serbischen als Шекспир (Šekspir) umschriftet. Da die Zweischriftlichkeit ein wichtiger Bestandteil der serbischen Kultur ist, gilt diese Regel auch für in lateinischer Schrift geschriebene serbische Texte – nicht jedoch für kroatische. Im Bosnischen scheint man hier uneinheitlich zu verfahren. Im Montenegrinischen können Fremdwörter originalgetreu übertragen werden, jedoch werden sie öfters ins Montenegrinische umgeschrieben.
| Kroatisch           | Bosnisch            | Serbisch                             | Montenegrinisch                     | Deutsch                              |
| ------------------- | ------------------- | ------------------------------------ | ----------------------------------- | ------------------------------------ |
| William Shakespeare | William Shakespeare | Vilijam Šekspir oder Вилијам Шекспир | Vilijam Šekspir/William Shakespeare | William Shakespeare                  |
| München             | Minhen              | Minhen oder Минхен                   | Minhen/München                      | München                              |
| Zürich              | Zürich              | Cirih oder Цирих                     | Cirih/Zürich                        | Zürich                               |
| Bruxelles           | Brisel              | Brisel oder Брисел                   | Brisel/Bruxelles                    | Brüssel, frz. Bruxelles, nl. Brussel |
| New York            | New York            | Njujork oder Њујорк                  | Njujork/New York                    | New York                             |

## Grammatik (Morphologie und Syntax)
Fast alle grammatischen Kategorien, Formen und Regeln sind in allen serbokroatischen Standardvarietäten identisch. Es gibt jedoch zwei größere Ausnahmen:

### Gebrauch des Infinitivs vs.da-Konstruktion
Im Kroatischen wird bei Modalverben mehrheitlich und bei der Bildung des Futurs ausschließlich der Infinitiv benutzt. Im Serbischen, Montenegrinischen und Bosnischen erscheint an dieser Stelle häufig eine Nebensatz-Konstruktion mit der Konjunktion da ‘dass’ und einer finiten Verbform, wobei das Subjekt dieses dass-Satzes mit dem des Hauptsatzes identisch ist. Dies ist eine Gemeinsamkeit mit den Idiomen des Balkansprachbunds. In den Sprachen dieser Gruppe ist der Infinitiv jedoch vollständig geschwunden, sodass etwa im Bulgarischen die da-Konstruktion die einzig mögliche Variante darstellt. Im Bosnischen, Montenegrinischen und Serbischen sind dagegen beide Varianten möglich. Im Montenegrinischen wird die da-Konstruktion häufiger benutzt.
| Kroatisch                            | Bosnisch                                                      | Serbisch                                                    | Montenegrinisch                                            | Deutsch                                                            |
| ------------------------------------ | ------------------------------------------------------------- | ----------------------------------------------------------- | ---------------------------------------------------------- | ------------------------------------------------------------------ |
| želim vas informirati                | želim da vas informišem oder želim vas informisati            | želim da vas informišem oder želim vas informisati          | želim da vas informišem oder (ugs.) želim da ve informišem | ich will Sie informieren („ich will, dass ich Sie informiere“)     |
| moram raditi                         | moram da radim oder moram raditi                              | moram da radim oder moram raditi                            | moram da radim                                             | ich muss arbeiten („ich muss, dass ich arbeite“)                   |
| mogu vam reći                        | mogu da vam kažem oder mogu vam reći                          | mogu da vam kažem oder mogu vam reći                        | mogu da vam kažem/mogu vam rej                             | ich kann Ihnen sagen („ich kann, dass ich Ihnen sage“)             |
| ja ću to napisati oder napisat ću to | ja ću to da napišem oder ja ću to napisati oder napisat ću to | ja ću to da napišem oder ja ću to napisati oder napisaću to | ja ću to da napišem oder napisaću to                       | ich werde das aufschreiben („ich werde, dass ich das aufschreibe“) |

### da-Konstruktion im Fragesatz
In Entscheidungsfragen wird normalerweise, ähnlich wie im Deutschen, die Satzstellung umgekehrt, indem das finite Verb an die erste Position gestellt wird (wobei ggf. enklitische durch betonte Formen ersetzt werden müssen wie im dritten Beispiel unten). Diese komplizierte Konstruktion kann in den serbokroatischen Umgangssprachen vereinfacht werden, indem an die erste Stelle die Konjunktion da li ‘ob’ rückt und so der Rest des Satzes in der normalen Satzstellung des Aussagesatzes folgt (vgl. die ähnliche Konstruktion mit czy ‘ob’ im Polnischen oder est-ce que ‘ist es so, dass’ im Französischen). Im Gegensatz zum Kroatischen und auch zum Bosnischen, wo diese Konstruktion auf die Umgangssprache beschränkt ist, gilt sie im Serbischen als standardsprachlich völlig akzeptabel.
| Aussagesatz                               | Inversion (überall möglich)                  | da-Konstruktion (vor allem serbisch)            |
| ----------------------------------------- | -------------------------------------------- | ----------------------------------------------- |
| Petar čita novine. ‘Peter liest Zeitung.’ | Čita li Petar novine? ‘Liest Peter Zeitung?’ | Da li Petar čita novine? ‘Liest Peter Zeitung?’ |
| Petar je došao. ‘Peter ist gekommen.’     | Je li Petar došao? ‘Ist Peter gekommen?’     | Da li je Petar došao? ‘Ist Peter gekommen?’     |
| Petar ima kuću. ‘Peter hat ein Haus.’     | Ima li Petar kuću? ‘Hat Peter ein Haus?’     | Da li ima Petar kuću? ‘Hat Peter ein Haus?’     |

## Wortschatz
Der allergrößte Teil des Grund- und Ausbauwortschatzes ist in den serbokroatischen Standardvarietäten identisch. Allerdings waren, ähnlich wie auch die verschiedenen Varietäten des Deutschen, auch die serbokroatischen Idiome unterschiedlichen kulturellen Einflüssen unterworfen, die durch die Vereinigungsbestrebungen des 19. und 20. Jahrhunderts kaum ausgeglichen wurden.
Sprachen sind allerdings einem steten Wandel unterworfen. Sie beeinflussen sich auch gegenseitig. Es kann deshalb sein, dass gewisse Phrasen mit der Zeit ihren Weg vom einen in das andere Idiom finden werden. Es ist beispielsweise bereits bemerkbar, dass die bosnische Sprache sehr viele Wendungen und Wörter aus dem Kroatischen übernimmt (z. B. EU-Terminologie, Wirtschaftsausdrücke etc.), wie auch zu Zeiten Jugoslawiens viele Serbismen den Weg nach Kroatien fanden.
Selbstverständlich können hier nicht alle lexikalischen Unterschiede aufgezählt werden; dazu sei auf systematisch erarbeitete Wörterbücher wie Ćirilov (1989) oder Brodnjak (1991) verwiesen. Jedoch lassen sich verschiedene kulturhistorisch begründete Ursachen für die lexikalischen Unterschiede aufzeigen. Generell sind das Serbische, Montenegrinische und Bosnische offener für Fremdwörter aus westlichen Sprachen und (insbesondere das Bosnische) für Turzismen und für die Übernahme umgangssprachlicher Ausdrücke in den Standard als das Kroatische. Dieses knüpft dafür stärker an Schrifttraditionen vor dem 19. Jahrhundert an, benutzt Lehnübersetzungen und Lehnübertragungen und entlehnt bisweilen aus dem in und um Zagreb gesprochenen Kajkavischen.

### Fremdwörter vs. Lehnübersetzungen
Die kroatische Standardsprache zeichnet sich durch einen Sprachpurismus aus, der deutlich weniger Fremdwörter akzeptiert als zum Beispiel das Serbische. Kroatische Formen wiederbelebter Archaismen, Neologismen, Lehnübersetzungen und Lehnübertragungen werden bevorzugt.
| Kroatisch                                  | Bosnisch                          | Serbisch                                | Montenegrinisch                   | Deutsch                   |
| ------------------------------------------ | --------------------------------- | --------------------------------------- | --------------------------------- | ------------------------- |
| odrezak                                    | šnicla (dt.)                      | šnicla (dt.)                            | šnicla (dt.)                      | Schnitzel                 |
| časnik                                     | oficir (dt./frz.)                 | oficir (dt./frz.)                       | oficir (dt./frz.)                 | Offizier                  |
| (željeznički) kolodvor                     | željeznička stanica (ksl.)        | železnička stanica (ksl.)               | željeznička stanica (ksl.)        | Bahnhof                   |
| tisuća                                     | hiljada (gr.)                     | hiljada (gr.)                           | hiljada (gr.)                     | tausend                   |
| povijest                                   | historija (gr.)                   | istorija , historija (gr.), oder povest | historija (gr.)                   | Geschichte                |
| glazba (auch muzika)                       | muzika (lat.)                     | muzika (lat.)                           | muzika (lat.)                     | Musik                     |
| znamenka                                   | cifra (arab.)                     | cifra (arab.)                           | cifra (arab.)                     | Ziffer                    |
| kralježnica                                | kičma (türk.)                     | kičma (türk.)                           | kičma (türk.)                     | Wirbelsäule               |
| susjed                                     | komšija (türk.)                   | komšija (türk.)                         | komšija (türk.)                   | Nachbar                   |
| nogomet                                    | nogomet, fudbal (engl.)           | fudbal (engl.)                          | fudbal (engl.)                    | Fußball                   |
| hladnjak                                   | frižider (frz.)                   | frižider (frz.)                         | frižider (frz.)                   | Kühlschrank               |
| rajčica                                    | paradajz (dt.)                    | paradajz (dt.)                          | paradajz (dt.)                    | Tomate                    |
| mrkva                                      | mrkva                             | šargarepa (ung.)                        | šargarepa, šangarepa (ung.)       | Karotte, Mohrrübe         |
| krivotvorenje (auch falsificiranje [lat.]) | falsifikat, falsifikovanje (lat.) | falsifikat, falsifikovanje (lat.)       | falsifikat, falsifikovanje (lat.) | Fälschung, (das) Fälschen |

Die kroatische Umgangssprache hat aber deutlich mehr Fremdwörter aufzuweisen als die Schriftsprache (außer den auch im Serbischen üblichen Internationalismen vor allem Germanismen und Hungarismen im Norden sowie venezianische Italianismen an der Küste).
Auch die kroatischen Monatsbezeichnungen unterscheiden sich von den internationalen und somit von den serbischen Bezeichnungen:
| Kroatisch | Bosnisch  | Serbisch  | Montenegrinisch | Deutsch   |
| --------- | --------- | --------- | --------------- | --------- |
| siječanj  | januar    | januar    | januar          | Januar    |
| veljača   | februar   | februar   | februar         | Februar   |
| ožujak    | mart      | mart      | mart            | März      |
| travanj   | april     | april     | april           | April     |
| svibanj   | maj       | maj       | maj             | Mai       |
| lipanj    | juni      | jun       | jun             | Juni      |
| srpanj    | juli      | jul       | jul             | Juli      |
| kolovoz   | august    | avgust    | avgust          | August    |
| rujan     | septembar | septembar | septembar       | September |
| listopad  | oktobar   | oktobar   | oktobar         | Oktober   |
| studeni   | novembar  | novembar  | novembar        | November  |
| prosinac  | decembar  | decembar  | decembar        | Dezember  |

Nach Auffassung bosnischer Linguisten sind die hier unter Kroatisch aufgeführten Monatsnamen auch in der bosnischen Sprache zulässig. In vielen bosnischsprachigen Zeitschriften, Büchern und anderen Schriften werden auch diese Formen angegeben.
Zusätzlich sind das Bosnische und Montenegrinische sowie in geringerem Maße das Serbische durch zahlreiche Turzismen gekennzeichnet, von denen viele wiederum ursprünglich aus dem Persischen oder Arabischen stammen:
| Kroatisch | Bosnisch             | Serbisch       | Montenegrinisch                | Deutsch             |
| --------- | -------------------- | -------------- | ------------------------------ | ------------------- |
| tata      | babo oder tata       | tata oder ćale | babo oder tata                 | Papa                |
| baka      | nena/nana oder majka | baka oder baba | nana, bika, baka oder baba     | Oma                 |
| ujak      | dajdža               | ujak           | dajdža (kurz dajo) oder ujak   | Onkel, Mutterbruder |
| stric     | amidža               | stric          | amidža (kurz midžo) oder stric | Onkel, Vaterbruder  |

### Dialektale Unterschiede und Entlehnungen aus unterschiedlichen Sprachen
Zum Teil haben die jeweiligen Standardvarietäten Wörter aus verschiedenen Dialekten übernommen, wobei neben Wörtern štokavischer Herkunft im Kroatischen insbesondere Entlehnungen aus dem Kajkavischen und Čakavischen, im Serbischen solche aus dem Kirchenslawischen stehen. Auch Lehnwörter oder Lehnbedeutungen aus anderen Sprachen sind manchmal nur in bestimmten Standardvarieten gebräuchlich.
| Kroatisch                          | Bosnisch                    | Serbisch                                        | Montenegrinisch                                | Deutsch        |
| ---------------------------------- | --------------------------- | ----------------------------------------------- | ---------------------------------------------- | -------------- |
| Dobar tek! (kajkav.) oder U slast! | Prijatno!                   | Prijatno!                                       | Prijatno!                                      | Guten Appetit! |
| tjedan (altslaw.)                  | sedmica, hefta (türk.)      | nedelja (kirchenslaw.), sedmica                 | sedmica, hefta (türk.), nedelja( kirchenslaw.) | Woche          |
| sat (türk.)                        | sat (türk.)                 | čas (in dieser Bed. aus dem Russ.), sat (türk.) | sat (türk.)                                    | Stunde         |
| otok                               | ostrvo                      | ostrvo                                          | ostrvo                                         | Insel          |
| vrt (lat.)                         | bašta oder bašča            | bašta oder vrt                                  | bašta oder vrt                                 | Garten         |
| vlak (tschech.)                    | voz                         | voz                                             | voz                                            | Zug            |
| kruh                               | hljeb                       | hleb                                            | hljeb                                          | Brot           |
| talijanski                         | talijanski oder italijanski | italijanski                                     | italijanski                                    | italienisch    |
| nitko; svatko                      | niko; svako                 | niko; svako                                     | niko; svako                                    | niemand; jeder |

### Verschiedene Entlehnungswege
Bei Wörtern griechischer Herkunft, die Teile des auf gelehrtem Wege tradierten Bildungswortschatzes sind, ergeben sich Unterschiede, da das Kroatische diese Begriffe in der Regel auf dem Umweg über die lateinische Schriftsprache des Mittelalters und der Neuzeit übernommen hat, das Serbische dagegen einen Teil dieser Begriffe direkt aus dem byzantinischen Griechisch. Dadurch erscheinen solche Wörter im Kroatischen mit einem Lautstand, der der mitteleuropäischen Schulaussprache des Lateinischen entspricht, im Serbischen hingegen mit neugriechischem Lautstand. Die wichtigsten Lautentsprechungen, die sich auf diesem Wege ergeben, sind diese:
| Kroatisch | lateinische Schulaussprache     | Lateinisch | altgriechische Aussprache | griech. Buchstabe | byzantinische Aussprache | Serbisch |
| --------- | ------------------------------- | ---------- | ------------------------- | ----------------- | ------------------------ | -------- |
| b         | [b]                             | b          | [b]                       | β                 | [v]                      | v        |
| e         | [ɛ]                             | e          | [ɛː]                      | η                 | [i]                      | i        |
| k oder c  | [k] oder [ts] (je nach Kontext) | c          | [k]                       | κ                 | [k]                      | k        |
| u         | [u̯]                             | u          | [u̯]                       | υ (nach Vokal)    | [v]                      | v        |
| k oder h  | [k] oder [x]                    | ch         | [kʰ]                      | χ                 | [x]                      | h        |

Daraus ergibt sich eine Reihe von Unterschieden zwischen dem Serbischen und dem Kroatischen, wobei das Bosnische eine Mittelstellung einnimmt:
| Kroatisch   | Bosnisch           | Serbisch    | Montenegrinisch        | Deutsch    |
| ----------- | ------------------ | ----------- | ---------------------- | ---------- |
| ocean       | okean              | okean       | okean                  | Ozean      |
| barbar      | barbar             | varvar      | barbar oder varvar     | Barbar     |
| kemija      | hemija             | hemija      | hemija                 | Chemie     |
| Betlehem    | Betlehem           | Vitlejem    | Betlehem oder Vitlejem | Bethlehem  |
| demokracija | demokratija        | demokratija | demokratija            | Demokratie |
| Europa      | Evropa oder Europa | Evropa      | Evropa                 | Europa     |
| Euro        | Euro oder Evro     | Evro        | Euro                   | Euro       |

Unterschiedliche Entlehnung kann auch bei Kirchenslawismen zu verschiedenen Ergebnissen führen; so ist z. B. das kirchenslawische Wort община mit der originalen bulgarischen Lautung als opština ins Serbische und Montenegrinische entlehnt worden, während im Kroatischen und Bosnischen die štokavische Entsprechung općina eingesetzt wurde.

### Verschiedene Wortbildungen mit demselben Material
Bei der Standardisierung der Varietäten im 19. Jahrhundert wurden teilweise verschiedene Wortbildungsmittel kodifiziert:
| Kroatisch  | Bosnisch | Serbisch  | Montenegrinisch | Deutsch    |
| ---------- | -------- | --------- | --------------- | ---------- |
| Španjolska | Španija  | Španija   | Španija         | Spanien    |
| priopćiti  | saopćiti | saopštiti | saopštiti       | mitteilen  |
| spol       | spol     | pol       | pol             | Geschlecht |

Fremde Verben mit lateinischer Wurzel erhalten im heutigen Kroatischen fast immer das Suffix -irati; im Serbischen und Montenegrinischen kommen an dieser Stelle auch die Suffixe -ovati und -isati vor. Im Bosnischen entspricht die Form in der Regel der kroatischen, allerdings wird umgangssprachlich auch häufig die serbische Form verwendet.
| Kroatisch      | Bosnisch       | Serbisch       | Montenegrinisch | Deutsch        |
| -------------- | -------------- | -------------- | --------------- | -------------- |
| identificirati | identificirati | identifikovati | identifikovati  | identifizieren |
| informirati    | informirati    | informisati    | informisati     | informieren    |

### Genusunterschiede
Einige wenige Substantive unterscheiden sich im Genus und werden entsprechend anders dekliniert. Diese Unterschiede liegen oft in den Sprachen begründet, aus denen die Wörter entlehnt sind; so ist etwa lat. planeta Femininum, dt. Planet aber Maskulinum, und frz. minute ist Femininum, endet in der Aussprache aber auf einen Konsonanten, was im Slawischen typisch für Maskulina ist. Eine klare Regel lässt sich hierbei jedoch nicht ausmachen.
| Kroatisch   | Bosnisch     | Serbisch     | Montenegrinisch               | Deutsch |
| ----------- | ------------ | ------------ | ----------------------------- | ------- |
| planet (m.) | planeta (f.) | planeta (f.) | planet (m.) oder planeta (f.) | Planet  |
| minuta (f.) | minut (m.)   | minut (m.)   | minut (m.)                    | Minute  |
| večer (f.)  | večer (f.)   | veče (n.)    | veče (n.)                     | Abend   |

### Semantische Unterschiede: „falsche Freunde“
In einigen wenigen Fällen hat ein und dasselbe Wort in den verschiedenen Standardvarietäten im Laufe der Zeit verschiedene Bedeutungen bekommen:
| Ausdruck  | Kroat. Bedeutung                      | Bosn. Bedeutung                       | Mont. Bedeutung                       | Serb. Bedeutung                        |
| --------- | ------------------------------------- | ------------------------------------- | ------------------------------------- | -------------------------------------- |
| slovenski | ‘slowenisch’ (‘slawisch’ = slavenski) | ‘slowenisch’ (‘slawisch’ = slavenski) | ‘slowenisch’ (‘slawisch’ = slavenski) | ‘slawisch’ (‘slowenisch’ = slovenački) |

## Textbeispiele
Im Folgenden werden am Beispiel der Artikel 1 bis 6 der Allgemeinen Erklärung der Menschenrechte „sinngleiche, möglichst wörtlich übersetzte Texte“ im Sinne Ammons angeführt, um das Ausmaß der sprachlichen Abweichungen zwischen den hier behandelten Standardvarietäten in einem fließenden Text zu verdeutlichen.
| Kroatisch | Bosnisch | Serbisch | Deutsch |
| --- | --- | --- | --- |
| Opća deklaracija o pravima čovjeka | Opća deklaracija o pravima čovjeka | Opšta deklaracija o pravima čoveka | Allgemeine Erklärung der Menschenrechte |
| Članak 1. Sva ljudska bića rađaju se slobodna i jednaka u dostojanstvu i pravima. Obdarena su razumom i sviješću i trebaju jedno prema drugome postupati u duhu bratstva. | Član 1. Sva ljudska bića rađaju se slobodna i jednaka u dostojanstvu i pravima. Ona su obdarena razumom i sviješću i treba da jedno prema drugome postupaju u duhu bratstva. | Član 1. Sva ljudska bića rađaju se slobodna i jednaka u dostojanstvu i pravima. Ona su obdarena razumom i svešću i treba da jedno prema drugome postupaju u duhu bratstva. | Artikel 1. Alle Menschen sind frei und gleich an Würde und Rechten geboren. Sie sind mit Vernunft und Gewissen begabt und sollen einander im Geist der Brüderlichkeit begegnen. |
| Članak 2. Svakome su dostupna sva prava i slobode navedene u ovoj Deklaraciji bez razlike bilo koje vrste, kao što su rasa, boja, spol, jezik, vjera, političko ili drugo mišljenje, narodnosno ili društveno podrijetlo, posjed, rođenje ili drugi pravni položaj. Nadalje, ne smije se činiti bilo koja razlika na osnovi političkog, pravnog ili međunarodnog položaja zemlje ili područja kojima neka osoba pripada, bilo da je ovo područje nezavisno, pod skrbništvom, nesamoupravno, ili da se nalazi ma pod kojim drugim ograničenjima suverenosti. | Član 2. Svakome su dostupna sva prava i slobode navedene u ovoj Deklaraciji bez razlike bilo koje vrste, kao što su rasa, boja, spol, jezik, vjera, političko ili drugo mišljenje, narodnosno ili društveno porijeklo, imovina, rođenje ili drugi pravni položaj. Nadalje, ne smije da se čini bilo kakva razlika na osnovu političkog, pravnog ili međunarodnog položaja države ili područja kojima neka osoba pripada, bilo da je ovo područje nezavisno, pod starateljstvom, nesamoupravno, ili da se nalazi ma pod kojim drugim ograničenjima suverenosti. | Član 2. Svakome su dostupna sva prava i slobode navedene u ovoj Deklaraciji bez razlike bilo koje vrste, kao što su rasa, boja, pol, jezik, vera, političko ili drugo mišljenje, narodnosno ili društveno poreklo, imovina, rođenje ili drugi pravni položaj. Nadalje, ne sme da se pravi bilo kakva razlika na osnovu političkog, pravnog ili međunarodnog položaja države ili područja kojima neka osoba pripada, bilo da je ovo područje nezavisno, pod starateljstvom, nesamoupravno, ili da se nalazi ma pod kojim drugim ograničenjima suverenosti. | Artikel 2. Jeder hat Anspruch auf die in dieser Erklärung verkündeten Rechte und Freiheiten ohne irgendeinen Unterschied, etwa nach Rasse, Hautfarbe, Geschlecht, Sprache, Religion, politischer oder sonstiger Überzeugung, nationaler oder sozialer Herkunft, Vermögen, Geburt oder sonstigem Stand. Des Weiteren darf kein Unterschied gemacht werden auf Grund der politischen, rechtlichen oder internationalen Stellung des Landes oder Gebiets, dem eine Person angehört, gleichgültig ob dieses unabhängig ist, unter Treuhandschaft steht, keine Selbstregierung besitzt oder sonst in seiner Souveränität eingeschränkt ist. |
| Članak 3. Svatko ima pravo na život, slobodu i osobnu sigurnost. | Član 3. Svako ima pravo na život, slobodu i osobnu sigurnost. | Član 3. Svako ima pravo na život, slobodu i osobnu sigurnost. | Artikel 3. Jeder hat das Recht auf Leben, Freiheit und Sicherheit der Person. |
| Članak 4. Nitko ne smije biti držan u ropstvu ili ropskom odnosu; ropstvo i trgovina robljem zabranjuje se u svim njihovim oblicima. | Član 4. Niko ne smije da bude držan u ropstvu ili ropskom odnosu; ropstvo i trgovina robljem zabranjuje se u svim njihovim oblicima. | Član 4. Niko ne sme da bude držan u ropstvu ili ropskom odnosu; ropstvo i trgovina robljem zabranjuje se u svim njihovim oblicima. | Artikel 4. Niemand darf in Sklaverei oder Leibeigenschaft gehalten werden; Sklaverei und Sklavenhandel sind in allen ihren Formen verboten. |
| Članak 5. Nitko ne smije biti podložen mučenju ili okrutnom, nečovječnom ili ponižavajućem postupku ili kažnjavanju. | Član 5. Niko ne smije da bude podvrgnut mučenju ili okrutnom, nečovječnom ili ponižavajućem postupku ili kažnjavanju. | Član 5. Niko ne sme da bude podvrgnut mučenju ili okrutnom, nečovečnom ili ponižavajućem postupku ili kažnjavanju. | Artikel 5. Niemand darf der Folter oder grausamer, unmenschlicher oder erniedrigender Behandlung oder Strafe unterworfen werden. |
| Članak 6. Svatko ima pravo da se svugdje pred zakonom priznaje kao osoba. | Član 6. Svako ima pravo da se svagdje pred zakonom priznaje kao osoba. | Član 6. Svako ima pravo da se svuda pred zakonom priznaje kao osoba. | Artikel 6. Jeder hat das Recht, überall als rechtsfähig anerkannt zu werden. |
| Quellen: Der bosnische Text stammt aus der offiziellen Übersetzung beim Hohen Kommissar der Vereinten Nationen für Menschenrechte (ebenso der deutsche (Memento vom 18. November 2008 im Internet Archive)). Dieser bosnische Text wurde im Rahmen eines Proseminars an der Universität Bonn ins Kroatische und Serbische übersetzt. Die offizielle serbische und kroatische Übersetzung sind unabhängig entstanden und enthalten daher vor allem individuelle, nicht sprachlich bedingte Abweichungen.                                                     | | | |

Keine realen Texte, sondern zur Demonstration der Unterschiede konstruierte Sätze sind folgende:
| Kroatisch                                                    | Bosnisch                                                 | Serbisch                                                     | Deutsch                                                                     |
| ------------------------------------------------------------ | -------------------------------------------------------- | ------------------------------------------------------------ | --------------------------------------------------------------------------- |
| Bijela sol za kuhanje kemijski je spoj natrija i klora.      | Bijela so za kuhanje je hemijski spoj natrijuma i hlora. | Bela so za kuvanje je hemijsko jedinjenje natrijuma i hlora. | Weißes Salz zum Kochen ist eine chemische Verbindung von Natrium und Chlor. |
| Vlak sa željezničkog kolodvora krenut će točno u deset sati. | Voz sa željezničke stanice krenut će tačno u deset sati. | Voz sa železničke stanice krenuće tačno u deset sati/časova. | Der Zug wird genau um zehn Uhr vom Bahnhof abfahren.                        |